# Gauss Halvø
Gauss Halvø is een schiereiland in Nationaal park Noordoost-Groenland in het oosten van Groenland. Het is een van de schiereilanden in het fjordensysteem van het Koning Oscarfjord.
Het schiereiland is vernoemd naar Karl Friedrich Gauss.

## Geografie
Het eiland wordt in het noorden begrensd door het Moskusoksefjord, in het zuidoosten door de Foster Bugt (Groenlandzee), in het zuidwesten door het Keizer Frans Jozeffjord en in het westen door het Nordfjord. In het noordoosten is het schiereiland verbonden met Hudsonland en Hold with Hope.
Aan de overzijde van het water ligt in het noorden Hudsonland, in het oosten Hold with Hope, in het zuidwesten Gunnar Anderssonland van Ymer Ø en in het noordwesten Strindbergland.